# Радучић
Радучић је насељено мјесто у Буковици, у сјеверној Далмацији. Припада општини Ервеник у оквиру Шибенско-книнске жупаније, Република Хрватска. Према прелиминарним подацима са последњег пописа 2021. године у месту је живело 204 становника.

## Географија
Радучић се налази 8 км западно од Книна, на десној обали Крке.

## Историја
Радучић се од распада Југославије до августа 1995. године налазио у Републици Српској Крајини. До територијалне реорганизације у Хрватској насеље се налазило у саставу бивше велике општине Книн.

## Култура
У Радучићу се налази храм Српске православне цркве Св. Георгије из 1537. године.

## Становништво
Према попису из 1991. године, Радучић је имао 482 становника, од чега 475 Срба, 1 Хрвата и 6 осталих. Према попису становништва из 2001. године, насеље је имало 222 становника. Радучић је према попису становништва из 2011. године имао 252 становника.
| Националност       | 1991. | 1981. | 1971. | 1961. |
| Срби               | 475   | 470   | 636   | 751   |
| Југословени        |       | 46    | 18    | 6     |
| Хрвати             | 1     | 1     |       | 4     |
| остали и непознато | 6     | 3     | 5     | 1     |
| Укупно             | 482   | 520   | 659   | 762   |

| Демографија | Демографија | Демографија |
| Година      | Становника  | Становника  |
| ----------- | ----------- | ----------- |
| 1961.       | 762         |             |
| 1971.       | 659         |             |
| 1981.       | 520         |             |
| 1991.       | 482         |             |
| 2001.       | 222         |             |
| 2011.       |             | 252         |

## Попис 1991.
На попису становништва 1991. године, насељено место Радучић је имало 482 становника, следећег националног састава:
| Попис 1991.‍  | Попис 1991.‍  | Попис 1991.‍ | Попис 1991.‍ | Попис 1991.‍ |
| ------------ | ------------ | ----------- | ----------- | ----------- |
|              |              |             |             |             |
| Срби         | Срби         |             | 475         | 98,54%      |
| Грци         | Грци         |             | 1           | 0,20%       |
| Хрвати       | Хрвати       |             | 1           | 0,20%       |
| неопредељени | неопредељени |             | 4           | 0,82%       |
| непознато    | непознато    |             | 1           | 0,20%       |
| укупно: 482  |              |             |             |             |

## Презимена
Презимена из Радучића су: 
- Бјелобрк — Православци, славе Ђурђевдан
- Боровић — Православци, славе Ђурђевдан
- Булован — Православци, славе Ђурђевдан
- Бурза — Православци, славе Св. Николу
- Девић — Православци, славе Св. Јована
- Дујаковић — Православци, славе Св. Николу
- Ергић — Православци, славе Св. Архангела Михајла
- Ковачевић — Православци, славе Св. Архангела Михајла
- Кутлача — Православци, славе Ђурђевдан
- Љеваја — Православци, славе Св. Архангела Михајла
- Мирић — Православци, славе Ђурђевдан
- Модринић — Православци, славе Ђурђевдан
- Омчикус — Православци, славе Ђурђевдан
- Пуача — Православци, славе Св. Николу
- Радић — Православци, славе Ђурђевдан
- Шимпрага — Православци, славе Ђурђевдан